# رایانه کوچک

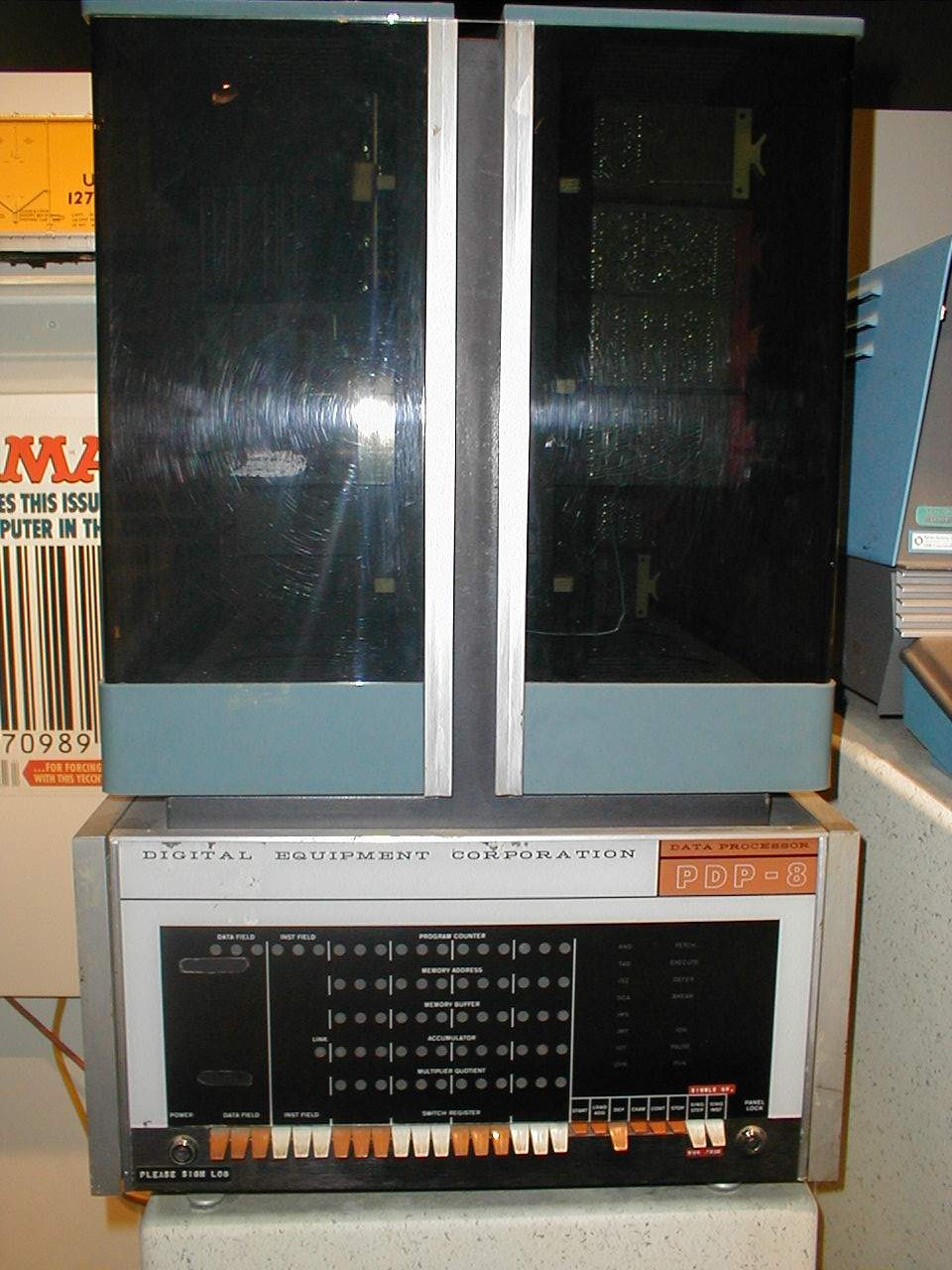
تصویری از یک رایانه کوچک

رایانهٔ کوچک یا مینی کامپیوتر (به انگلیسی: Minicomputer) یا مینی پی سی (به انگلیسی: Minipc)یک نمونه از رایانه‌ها است که بیشتر امکانات و توانایی‌های رایانه‌های معمولی را دارد اما از لحاظ اندازهٔ فیزیکی کوچک تر و به لحاظ مزایا دربردارندهٔ ۱۷ مزیت ممتاز نسبت به رایانه‌های سنتی است. رایانه‌های کوچک واحدهای پردازش هستند که کاربردهای مختلفی دارند. نام معاصر این دسته از رایانه‌ها، رایانه‌های میانه midRange است.
رایانه کوچک یا مینی پی سی در انواع مختلفی تولید می‌شود ولی بهترین انواع آن از پردازنده‌های سری U ساخت شرکت اینتل استفاده می‌کنند. این پردازنده‌ها که به دلیل مصرف پایین انرژی (و تولید حرارت کمتر) در لپ تاپ‌های امروزی استفاده می‌شوند در انواع Core i3-Core i5-Core i7 تولید می‌شوند به اصطلاح به انواع سوکت BGA مشهور هستند و نصب آنها توسط ماشین SMT انجام می‌شود در مقابل پردازنده‌هایی که در کیس رایانه استفاده می‌شوند از نوع سوکت LGA هستند که با دست روی بورد اطلی نصب می‌شوند.
بر خلاف عقیده بسیاری، تین کلاینت با مینی پی سی یا کامپیوتر کوچک، تفاوتهای زیادی دارند. رایانه کوچک برای انجام وظایف خود به منابع سرور یا شبکه وابسته نیست و به تنهایی میتوند از عهده انجام وظایف خود بر آید ولی تین کلاینت به دلیل پردازنده و حافظه محدود شده (Embedded) حتماً باید در بستر یک شبکه که برای کار با تین کلاینت طراحی شده کار کنند و به تنهایی قادر به انجام کاری نیستند.
همان‌طور که گفته شد، رایانه کوچک یا مینی پی سی، قادر به انجام تمامی وظایف یک رایانه معمولی مانند کیس است با این تفاوت که (بسته به نوع) کمتر از یک پنجم انرژی کمتری نسبت به کیس مصرف می‌کند و به این دلیل برای استفاده در ادارات و سازمانها، مدارس، دانشگاه‌ها یا بانکها مناسب تر است. میزان مصرف پایین‌تر کامپیوتر کوچک یا مینی پی سی در اقتصاد شرکت‌ها یا سازمانها به دلیل استفاده از تجهیزات پایدار سازی انرژی یا UPS از طریق پایین آوردن حجم باتری‌های مصرفی در UPS بسیار مؤثر است. مینی پی سی‌ها به دو دسته با سیستم خنک‌کننده مکانیکی/الکتریکی (فن) و با سیستم خنک‌کننده ثابت / هیت سینک قابل تقسیم هستند. انواع با سیستم خنک‌کننده ثابت در صورت محاسبه دقیق، نسبت به انواع دارای فن دارای برتری‌های بیشتری هستند.
از جمله مزایای رایانه کوچک بدون فن، میزان مصرف انرژی پایین‌تر و همچنین پایداری بیشتر دستگاه با کنار رفتن احتمال خراب یا از کار افتادن فن خنک‌کننده و همچنین هزینه‌های تعمیر و نگهداری بسیار پایین‌تر، می‌توان نام برد.
از معروفترین رایانه‌های کوچک که از سیستم خنک‌کننده فن استفاده می‌کنند می‌توان انواع کامپیوتر کوچک NUC ساخت شرکت Intel یا همچنین رایانه‌های ساخت شرکت Dell یا HP نام برد.
معروف‌ترین رایانه‌های کوچک / مینی پی سی که از خنک‌کننده بدون فن/هیت سینک استفاده می‌کنند می‌توان از رایانه‌های "مک مینی" ساخت شرکت "اپل" یا سری‌های "NC" ساخت شرکت "نیاکو" نام برد.
رایانه‌های کوچک ساخت اپل و نیاکو به صورتی طراحی شده‌اند که از بدنه تمام آلومینیومی خود به عنوان قطعه خنک‌کننده پردازنده استفاده می‌کنند. این مینی پی سی‌ها برای بهینه نمودن اندازه‌های دستگاه از بوردهای ویفری چند لایه استفاده می‌کنند.
همچنین از برخی مینی پی سی‌های بدون فن در صورت وجود درگاه‌های مناسب مانند درگاه LAN اضافه یا درگاه COM و پردازنده مناسب می‌توان در صنعت استفاده نمود.
- کاربردهای مینی‌پی‌سی در زندگی روزمره و صنعت   مثلاً اضافه کن که مینی‌پی‌سی‌ها در دفاتر کاری کوچک و بزرگ، خانه‌های هوشمند، محیط‌های آموزشی، گیمینگ سبک، و حتی در صنعت (اتوماسیون، کنترل دستگاه‌ها) کاربرد گسترده دارند.
- مقایسه عملکرد و هزینه مینی‌پی‌سی با تین‌کلاینت   چون متن در ابتدا تفاوت را بیان کرده، می‌توانی یک بخش کوتاه اضافه کنی که مینی‌پی‌سی‌ها برای کاربرانی که نیاز به دستگاه مستقل دارند مناسب‌ترند ولی تین‌کلاینت‌ها گزینه بهینه برای استفاده‌های شبکه‌ای و مجازی‌سازی هستند.
- پیشرفت‌های اخیر و گرایش به مینی‌پی‌سی‌های بدون فن   با توجه به روند جدید طراحی بدون فن که باعث بی‌صدایی و پایداری بیشتر شده، به این نکته بیشتر تأکید کن.
- نمونه‌های جدید و برندهای مطرح   می‌توانی مدل‌ها یا سری‌های جدیدتری از برندها را ذکر کنی تا مخاطب بداند کدام مدل‌ها بیشتر به‌روز و محبوب هستند.
- نکته امنیتی   مینی‌پی‌سی به عنوان یک سیستم مستقل، قابلیت نصب آنتی‌ویروس و نرم‌افزارهای امنیتی را دارد، ولی تین‌کلاینت (Thin client) معمولاً امنیت را با متمرکز کردن داده‌ها روی سرور افزایش می‌دهد.

- مناسب برای دورکاری و فضای کوچک   در دنیای امروز که دورکاری افزایش یافته، مینی‌پی‌سی‌ها به دلیل اندازه کوچک و قدرت مناسب گزینه‌ای عالی برای خانه‌ها و دفاتر کوچک هستند.

## بررسی سخت‌افزاری
پلتفرم‌های مختلفی وجود دارد که عمدتاً برای نت تاپ‌ها و نت بوک‌ها که از جمله رایانه‌های کوچک در نظر گرفته شده‌اند:
- Intel's Atom platform
- Nvidia's Ion platform
- Intel's Core platform
- AMD's APU platform
- Apple's Mac Mini
- VIA's Trinity Platform

برخی از نت‌تاپ‌ها نیز از طرح‌های سیستم روی یک تراشه استفاده کرده‌اند. اگرچه بسیاری از قطعات اصلی مانند چیپ‌ست‌ها، کارت‌های ویدئویی و دستگاه‌های ذخیره‌سازی نیز روی دسکتاپ‌ها یافت می‌شوند، CPUهایی که در داخل نت‌تاپ‌ها قرار می‌گیرند جزء اساسی هستند که آن‌ها را از دسکتاپ‌های معمولی متمایز می‌کنند. لیست زیر شامل طیف وسیعی از اجزای سخت‌افزاری است که یک شبکه معمولی ممکن است از آنها مونتاژ شود.
- CPU

Intel Atom, Intel Core (x86)
VIA Nano and VIA C7 processors (x86)
AMD APU (x86)
AMD Geode (x86)
ARM Cortex-based CPU (ARM)
Loongson (MIPS)
- GPU

Intel GMA 950
Intel UHD Graphics
S3 Graphics Chrome
GeForce 9400M G (integrated into MCP79MX; Nvidia Ion platform)
AMD Radeon HD 6310
ATI Radeon HD 4530
PowerVR
- Chipset

945GSE and 945GC Express chipsets
MCP79MX (integrated GeForce 9400M G GPU; Nvidia Ion platform)
VIA VX800 IGP Chipset
- Storage devices

2.5" hard disk drive
Solid-state drive (SSD)
- Network

Ethernet and/or Wi-Fi
- I/O ports

LAN, USB, video out, audio out
پردازنده Atom اینتل توسط چندین سازنده سخت‌افزار مانند ASUS, MSI و Sony برای نت تاپ‌ها استفاده شده است. برای کاهش بیشتر هزینه ساخت و بهبود بهره‌وری انرژی، بسیاری از تولیدکنندگان و شرکت‌های نوپا استفاده از CPUهایی را انتخاب کرده‌اند که در ابتدا دستگاه‌های محاسباتی جاسازی شده مانند AMD's Geode و CPUهای مبتنی بر ARM Cortex را هدف قرار داده‌اند.

## بررسی سیستم عامل
بسیاری از مدل‌های net-top مبتنی بر پردازنده x86 هستند و به همین دلیل قادر به اجرای سیستم عامل‌های PC استاندارد هستند. همچنین سیستم‌عامل‌هایی وجود دارند که به‌طور خاص برای نت‌تاپ‌ها و سایر ماشین‌ها در همان کلاس عملکرد طراحی شده‌اند. برخی از نت‌تاپ‌های سطح بالا قادر به اجرای ویندوز ۱۰ هستند. ChromeOS و Android گوگل گزینه‌های دیگر هستند. اگرچه اندروید گوگل در ابتدا برای گوشی‌های هوشمند طراحی شده بود، اما در بازار نت تاپ نیز جایگاهی را به خود اختصاص داده است.
لینوکس در حال تبدیل و بروزرسانی به انتخاب مورد علاقه کاربران nettop است (با توجه به استفاده تجاری بالای این ماشین‌ها)، انعطاف‌پذیری و قابلیت‌های کم نیاز سیستم عامل برای محصول عالی است.

## بهترین برند مینی کامپیوتر

### بهترین مینی کامپیوتر اپل
شرکت اپل یکی از ابرقدرت‌ترین شرکت‌ها در تولید و ساخت محصولات دیجیتال است؛ که در زمینهٔ تولید کامپیوترهای کوچک نیز فعالیت دارد. مک مینی اپل (Apple Mac mini) یکی از ساخته‌های این برند در سال ۲۰۱۸ است. این کامپیوتر کوچک با اندازهٔ ۷۷*۱٫۴*۷٫۷ و وزن یک کیلو و ۲۰۰ گرم راهی بازار شد.
حافظهٔ ذخیره‌سازی این محصول ۱۲۸ گیگابایت است. از قابلیت‌های مک مینی اپل می‌توان به پشتیبانی از پخش فیلم با فرمت 4k و بهبود عملکرد سیستم عامل مک اشاره کرد. این کامپیوتر کوچک با پردازنده نسل هشتمی اینتل (Intel Core i3) بروزرسانی شد. در حقیقت علاوه بر کیفیت بالای قطعات داخلی و حافظه، حجم و وزن پایین و طراحی زیبا، آن را به یک محصول بی‌نظیر تبدیل کرده است.

### بهترین مینی کامپیوتر ASUS

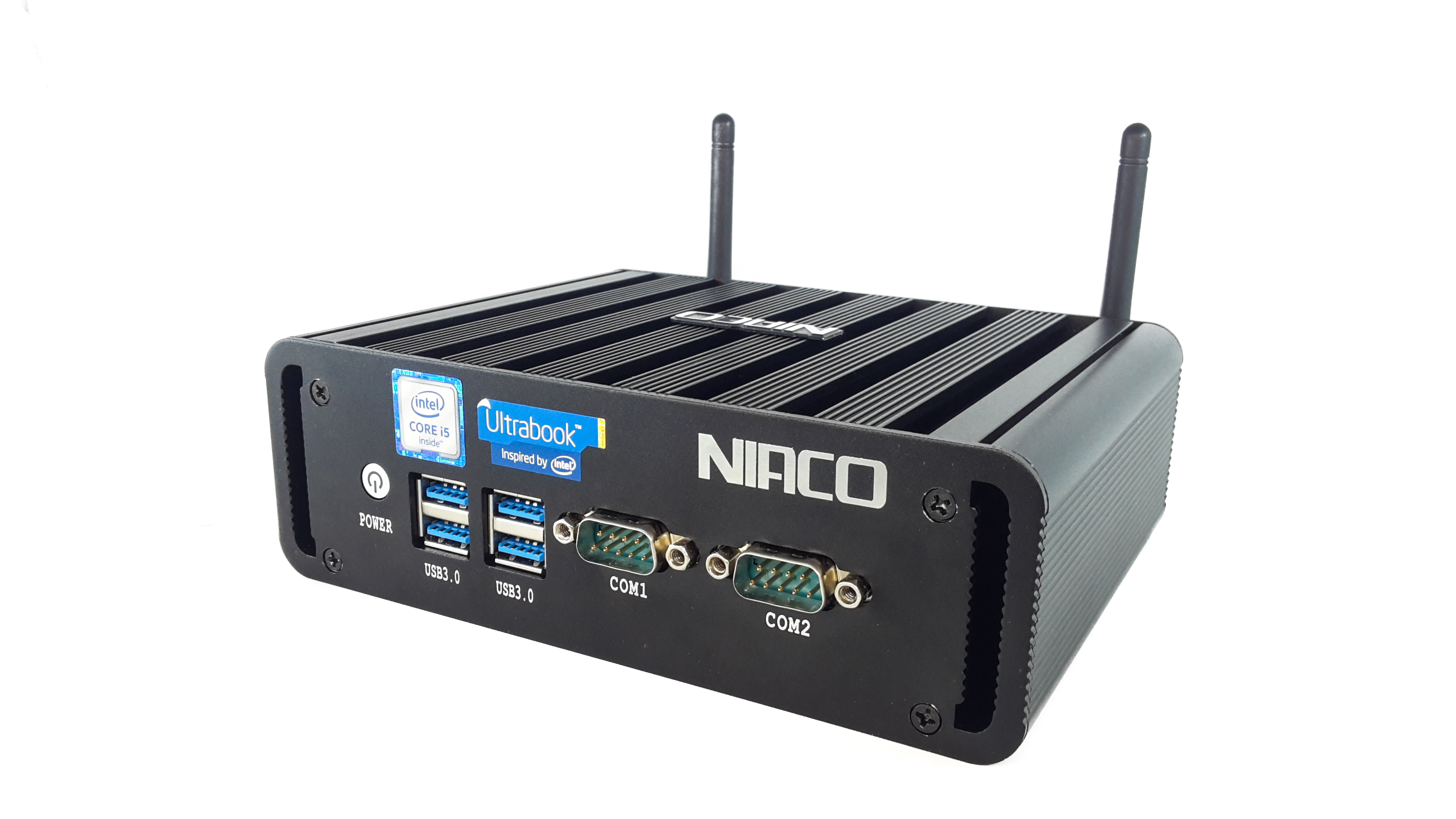
مینی کامپیوتر صنعتی بدون فن

ASUS هم در بین سایر شرکت‌های رقیب تلاش زیادی برای ساخت مینی پی سی کرده است. حاصل این تلاش مینی پی‌سی ایسوس PN64 i7 بود. این مینی پی‌سی ایسوس یک گزینه جذاب برای آفیس یا محل کار شماست. قدرت سخت‌افزاری این دستگاه به بقدری قوی است که می‌تواند بارهای زیادی را تحمل کند. با استفاده از پردازنده نسل دوازدهمی Intel i7-12700H با ۱۴ هسته و ۲۰ رشته پردازشی، می‌توانید برنامه‌های مختلفی را اجرا کنید. کارت گرافیک مجزا در این مینی پی سی ایسوس PN64 i7 استفاده نشده و از Intel Iris Xe با عملکردی تا ۱٫۱ گیگاهرتز بهره خواهید برد که از ویژگی‌هایی مانند دیکودینگ ویدیو AV1 و پشتیبانی از مانیتور SUHD 4320p برخوردار است. این مینی پی سی ایسوس از نظر پورت‌های ورودی نیز بسیار غنی است.

### مینی پی سی اینتل Intel NUC11PAHI3
شرکت اینتل علاوه بر محصولی که برای گیمرها معرفی کرده است، یک محصول ساده‌تر برای امور روز مره دارد. مینی پی سی Intel NUC11PAHI3 با داشتن یک پردازنده نسل یازدهم Core i3-1115G4 می‌تواند بهترین نمونه در بازار باشد. این محصول برای کارهای اداری و خانگی، یک گزینه بسیار مناسب و مقرون به صرفه محسوب می‌شود.